# Plage de Zarautz
La plage de Zarautz est située sur la côte basque, entre l'embouchure des  canaux d'irrigation Inurritza ou de San Pelaio et la pointe d'Iteiko, proche de la route entre Zarautz et Getaria, dans la commune  guipuzcoane de Zarautz en Pays basque (Espagne).
Cette plage, largement ouverte sur la mer, est propice à la pratique du surf (nombreux championnats) .